# USFSAフランスサッカー選手権
USFSAフランスサッカー選手権 (Championnat de France de football de l'USFSA)は1894年から1919年までUSFSAによって開催されていた、フランスのクラブチームによるサッカー大会である。リーグ戦方式としてもトーナメント方式としてもフランスにおける最古のサッカー大会だった。

## 概要
1894年に首都パリに本拠地を置く6クラブによって第1回大会が行われた。その後、地方にもサッカーが急速に普及していったのに対応して1899年度からパリ以外のクラブも出場できるようになり、これ以降USFSAが設置した地方委員会が開催する選手権王者が出場し、トーナメント形式で争われた。1899年度は史上最少の3クラブ出場となったが、1903年には9クラブ、そして最終年度には25クラブが出場した。第一次世界大戦中は総力戦体制の影響を受けて完全に中止され、1919年度を最後にUSFSA選手権はその歴史に幕を閉じた。同年フランスサッカー連盟 (FFF)がUSFSAから分離独立し、統括組織の複数乱立状態が収束した1920年代にフランスサッカーの唯一の統括組織となる。

最多優勝記録はスタンダードACとRCルーベの5回で、他に7クラブが優勝をしている。歴代優勝クラブのメンバー中、30人がフランス代表、1人がベルギー代表への選出歴を持つ。外国人選手も数多くこの選手権でプレーしており、代表的なのはイギリス人で、彼らはプレー・戦術・フォーメーションの基礎をフランスに伝えた。ほかには、スイス人がマルセイユで作ったクラブであるスタッド・エルヴェティークが3回優勝したことが特筆に値する。

この選手権に参加したクラブはほとんど消滅しており、他の消滅した組織のフランス選手権歴代王者と同様に、FFFが認定するフランス1部リーグ・歴代王者の公式記録からは除外されている。

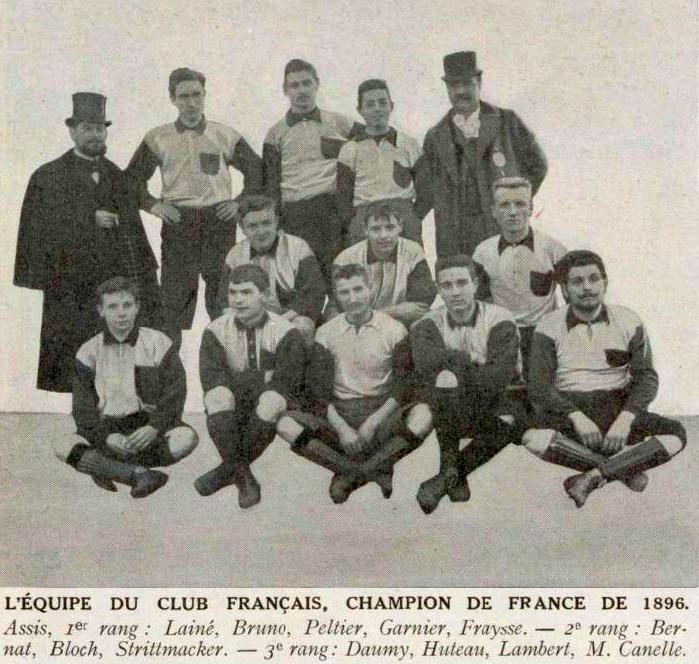
1896年度優勝のクラブ・フランセ

## 前史 (1887-1893)
1870年代のフランスに隣国イギリスからフットボールと呼ばれるボールゲームが伝わったが、その時にはラグビーとサッカーは明確に違うルールを持った別の競技として伝わらず、ごちゃまぜの状態で輸入された。

1887年にパリでUSFSAが創設された当時この首都には4つから5つの総合スポーツクラブがすでにあり
、すぐに対抗組織「体育同盟」 (Ligue de l’Éducation physique)
と競合状態に晒された。体育同盟よりも早く認知度を上げるために役立ったのは、USFSAを結成した人間がラシン・クラブ・ド・フランスの役員だったことである。USFSA設立の2年後にラシン・クラブはラグビーユニオン部門を立ち上げるが、これが早くから人気のあった競技だったので、USFSAはこれに助けられた。母国のイングランドではサッカーの方が人気があったのだが、USFSAはラグビーを旗印の競技にしたため、この影響でしばらくフランスではサッカーがフットボール系競技の2番手の地位に甘んじる結果となる。アマチュアリズム原理主義を標榜する体質のUSFSAにとって、すでにイングランドのFAがイングリッシュ・フットボールリーグという形でプロフェッショナルを公認していたのは嫌悪すべき事であり、対照的にアマチュアリズムを守っていたラグビーの方がより好ましいフットボールであった。パリの各スポーツクラブもサッカー部門立ち上げには消極的だったが、しかし検討や話し合いは行われていたと、USFSAの公式週刊誌「レ・スポルツ・アトレティーキ」に記述されている。

ラグビーとのルールの違いを明確に理解し、サッカーを実践していたパリで最初のクラブは「パリ・アソシアシヨン・フットボール・クラブ」 (Paris Association Football Club)だった。1891年にはアンタルナシヨナール・アトレティーク・クラブ (ラグビー中心の活動だったが)、ホワイト・ローヴァーズFC、ゴードンFCがサッカー部門を持つクラブとして歴史に現れる。1892年にはスタンダードAC、少し遅れてクラブ・フランセが結成された。1892年から1893年にかけてスタンダードとフランセは何度対戦したが、USFSAの反応は鈍く大会開催どころかサッカー統括局を立ち上げてもいなかった。

## 「パリ選手権」の時代 (1893-1898)
| シーズン | 優勝                   |
| -------- | ---------------------- |
| 1894     | スタンダードAC (1/5)   |
| 1895     | スタンダードAC (2/5)   |
| 1896     | クラブ・フランセ (1/1) |
| 1897     | スタンダードAC (3/5)   |
| 1898     | スタンダードAC (4/5)   |

1893年から1894年にかけてパリにはサッカーをやっているクラブが6つ存在したが、しかしUSFSAはクラブの増加に関心を払わずサッカーを統括する気もないので、クラブ側もUSFSAの名前を知るはずはなかった。唯一の例外は陸上競技クラブとして始まったサークル・ペデストル・ダニエールで、おそらくはUSFSAが陸上競技に力を入れていたために、サッカー部門を作って間もないにもかかわらず第1回USFSAサッカー選手権の前に加盟を済ませていた。だが他のクラブは相変わらずUSFSAに加盟するメリットを見いだせなかったので、自分たちで協会を作ってリーグ戦をやろうかと話し合いをしていた。もしそれが実現していたら、「フランス最古のサッカーリーグ」はUSFSAではなくクラブチームの有志団体の手によって創設されていたのである。それを阻止したのがサークル・ペデストル・ダニエールの役員でUSFSA顧問でもあったM. Delhumeauと、「レ・スポルツ・アトレティーキ」編集長のパリソーだった。2人の説得でUSFSAはようやくサッカーの運営を公式に開始したのだが、第1回目のUSFSAフランスサッカー選手権を開催したのは、2年前からラグビーのフランス選手権を運営していたセクションであった。ここにもラグビーとの力関係が表れていたのである。

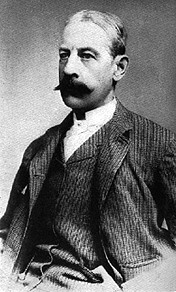
USFSA選手権に優勝カップを寄贈したジェームズ・ゴードン・ベネット・ジュニア

第1回目の選手権は1894年に6チームによるトーナメント戦で行われ、全クラブがパリに本拠を置いていた。決勝で対戦したのは実力的に抜きんでていたホワイト・ローヴァーズとスタンダードで、両チームのキャプテンはクラブ・フランセの選手が審判を務めるべきだということで合意していた。試合は2-2の引き分けに終わったが、1894年5月6日にクールブヴォアで行われた再試合は「あらゆる予想に反して」、スタンダードが2-0で快勝し初代フランスサッカー王者となった。スタンダードの右ウイングはレギアール (Leguillard)というフランス人選手だったが、彼を除いて他の両チームの選手は全てイギリス人だった。同年10月にはサッカーを取り扱う独立的部門がUSFSA内部に立ち上げられ、アメリカ人ジャーナリストのジェームズ・ゴードン・ベネット・ジュニアから、1250フラン相当の優勝カップが寄贈された。以降は毎年暦年制で選手権が行われ、「U.S.F.S.A. New York Herald-Challenge Cup offerte par M. James Gordon-Bennett pour le championnat de Football-Association」 (USFSAムッシュ・ジェームズ・ゴードン・ベネット提供ニューヨーク・ヘラルド・チャレンジカップ争奪アソシエーション・フットボール選手権)という、とても長い正式大会名がついた。

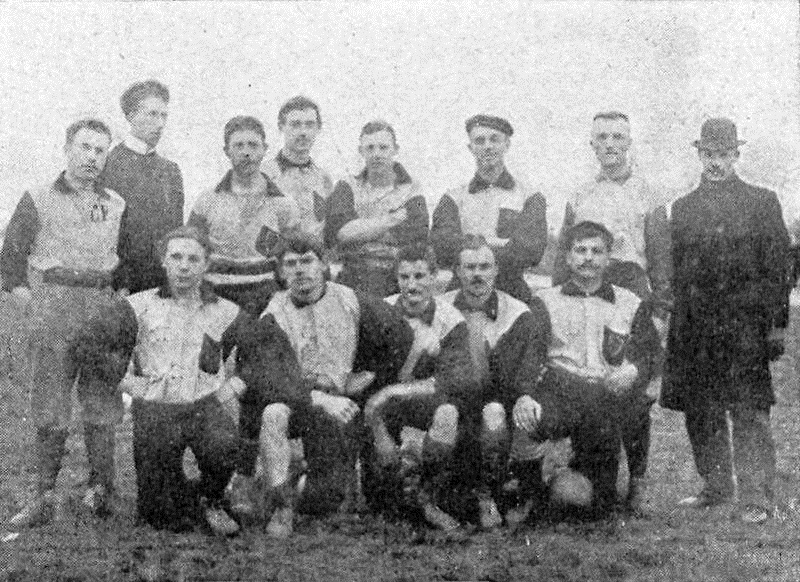
1891年のクラブ・フランセ

1895年にスタンダードが連覇した後に、その選手の一人ネヴィル・タンマーというイングランド人が運営委員会に入るようになり、翌年度からイングランドのフットボールリーグと同じようにリーグ戦形式を導入するべきだと提案した。こうして3回目の1896年度大会は9クラブが中立地で1回戦総当たりし、やはりスタンダードとホワイト・ローヴァーズが優勝争いをリードしたが、最後に頂点に立ったのはクラブ・フランセだった。彼らは2強との直接対決も含め8戦全勝で初優勝し、一人もイギリス人選手はおらず、10人のフランス人と1人のベルギー人で構成されていた。彼らはイギリス人の力に頼らなくともタイトルが取れることを証明した点において、フランスサッカー史の草分けだったといえる。

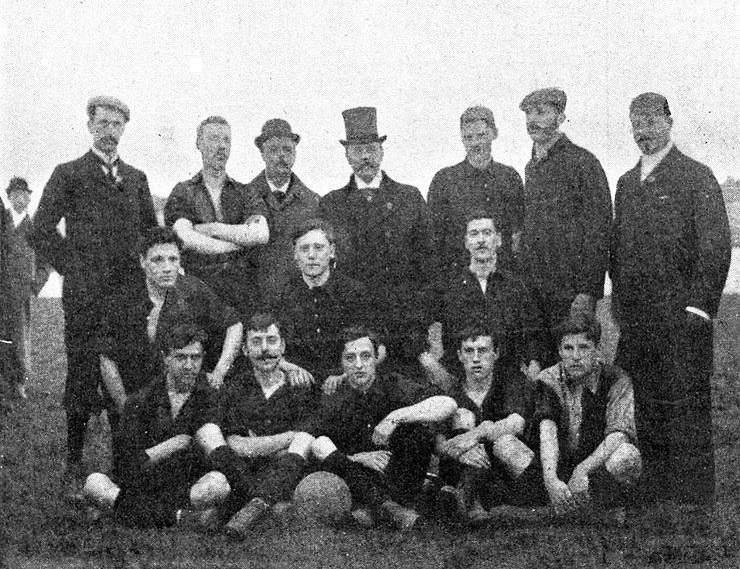
1898年のスタンダードAC

しかしその後のタイトルはまたイギリス人クラブであるスタンダードの手に戻り、彼らは1897年・1898年と連覇した。この間サッカークラブの数は急増し、あっという間に2部リーグや昇降格制度が必要となった。1897年2月にはパリでも、パリの外でもそれぞれ30以上のサッカークラブの存在がUSFSAによって確認されており、スポーツ雑誌「ラ・ヴィ・オ・グランデール」では、つい最近紹介されたばかりのスポーツがラグビー人気を凌駕しようとしている、と書かれた。

## プロビンチアへの門戸開放 (1898-1901)
| シーズン | 優勝                 |
| -------- | -------------------- |
| 1899     | ル・アーヴルAC (1/3) |
| 1900     | ル・アーヴルAC (2/3) |
| 1901     | スタンダードAC (5/5) |

1898年までUSFSAフランスサッカー選手権は「パリサッカー選手権」と同義語だったが、しかし1899年からUSFSAが地方に設置した委員会によるローカル選手権の王者たちにも、出場の道が開かれた。1899年度はパリ王者のクラブ・フランセ、ノール県王者のイリス・クラブ・リロワ (リール)、ノルマンディーからの推薦出場のル・アーヴルAC (ル・アーヴル。まだ選手権も地方委員会もなかった)の3クラブで争われ、1回戦はプロビンチア同士の対戦となった。会場はパルク・デ・プランスだったが、試合用のボールが紛失するというトラブルで中止され、その間にフィールドホッケーの選手たちにピッチが占領されてしまう。アミアンでの再試合をリロワが棄権したので、ル・アーヴルは地方王者でもない上に不戦勝で決勝に進出した。ラ・ヴィ・オ・グランデールには、「リロワはとても過酷なシーズンを過ごした、そしてこのうえ敗北で評判に傷をつけることを恐れたのだ」と書かれた。さらに初期の大会規定では、ジェームズ・ゴードン・ベネット杯はパリから持ち出されてはならないと決められていた。USFSAはクラブ・フランセもまた「評判を落とす前に棄権する」可能性があると考え、ル・アーヴルの優勝を宣言した。彼らは1度も試合をせずに優勝したが、これがパリ以外のクラブがフランス王者になった最初のシーズンだった。

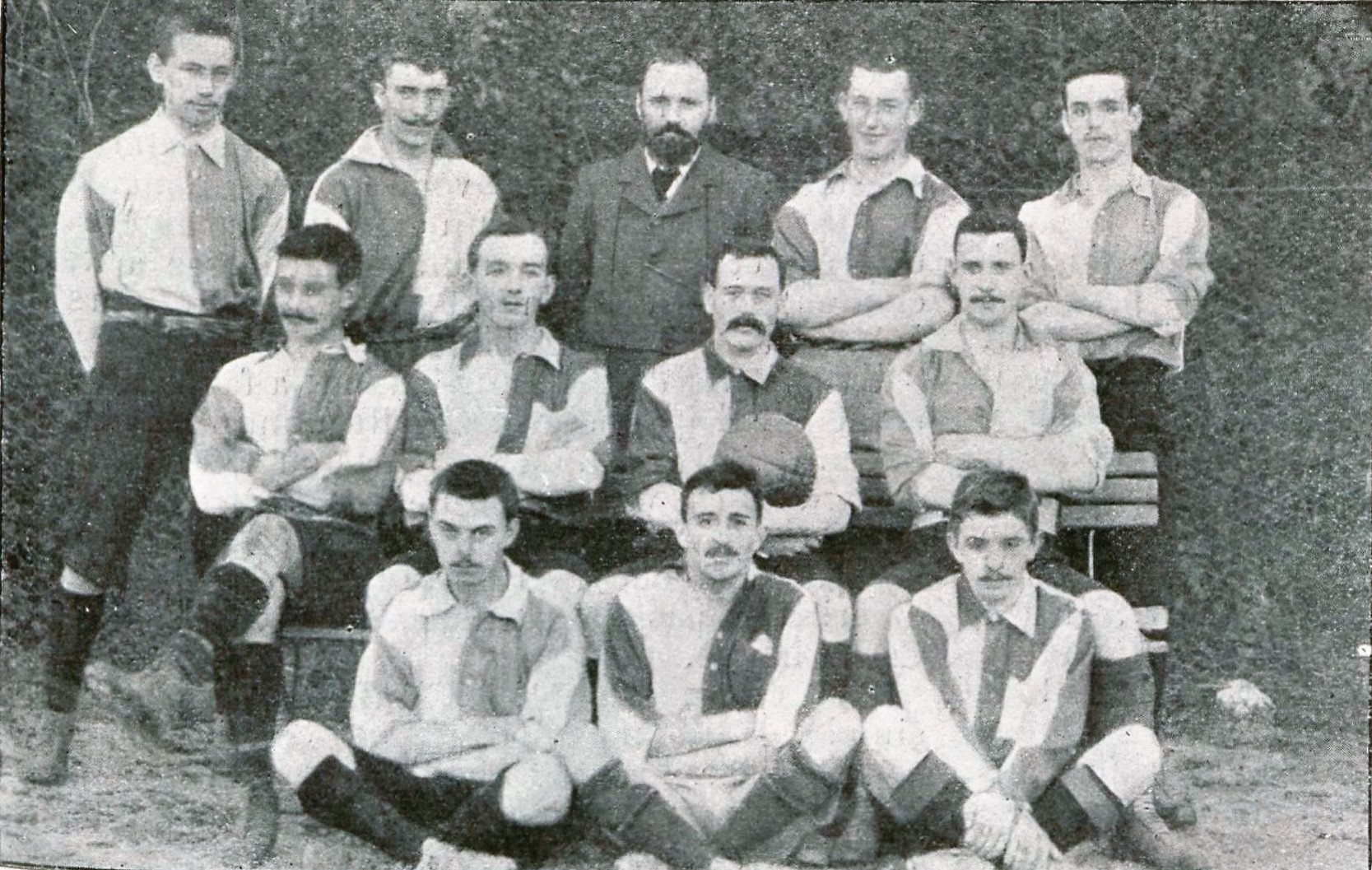
1試合も戦わずに優勝したル・アーヴルAC

1900年度も同じく非対称トーナメントで行われ、ノール県勢同士の準決勝はル・アーヴルがUSトゥルケノワーズを下し、決勝進出。今回クラブ・フランセは決勝戦を受けて立ったが、ほとんどイギリス人選手だけで構成されたル・アーヴルが1-0で勝ち、ピッチ上で堂々とパリジャンを下して2回目の優勝を飾った。その次の1901年は同じくイギリス人クラブ同士のパリ対北部の決勝戦となり、スタンダードとル・アーヴルが対戦した。クールブヴォアでの初戦はスコアレスドローとなったため、ル・アーヴルで再試合を行った。これがパリ以外で開催された最初の決勝戦だったが、ビジター側のスタンダードが1-6で圧勝し、5回目の優勝を決めた。

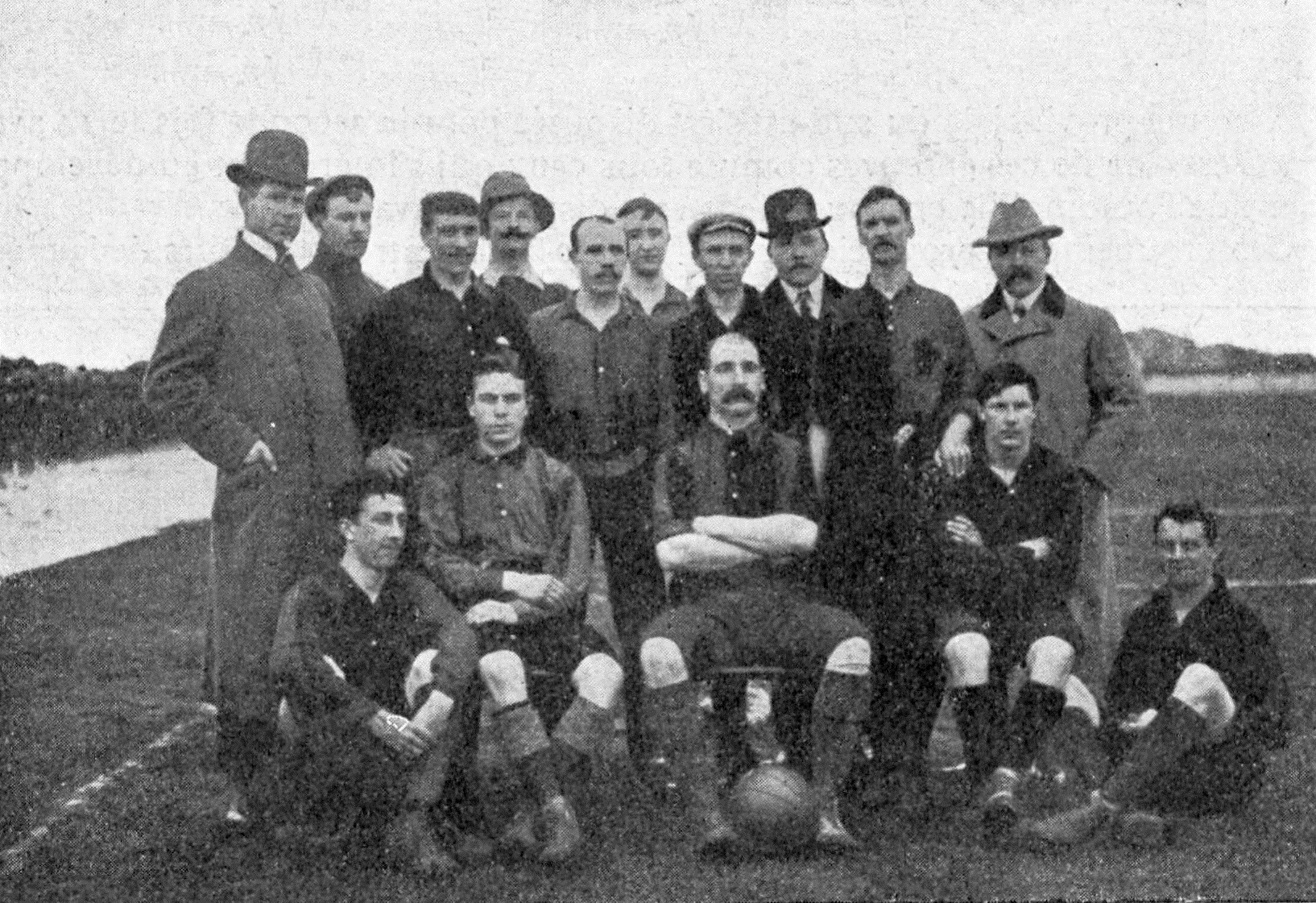
1901年4月14日、5回目の優勝を決めた後のスタンダードAC

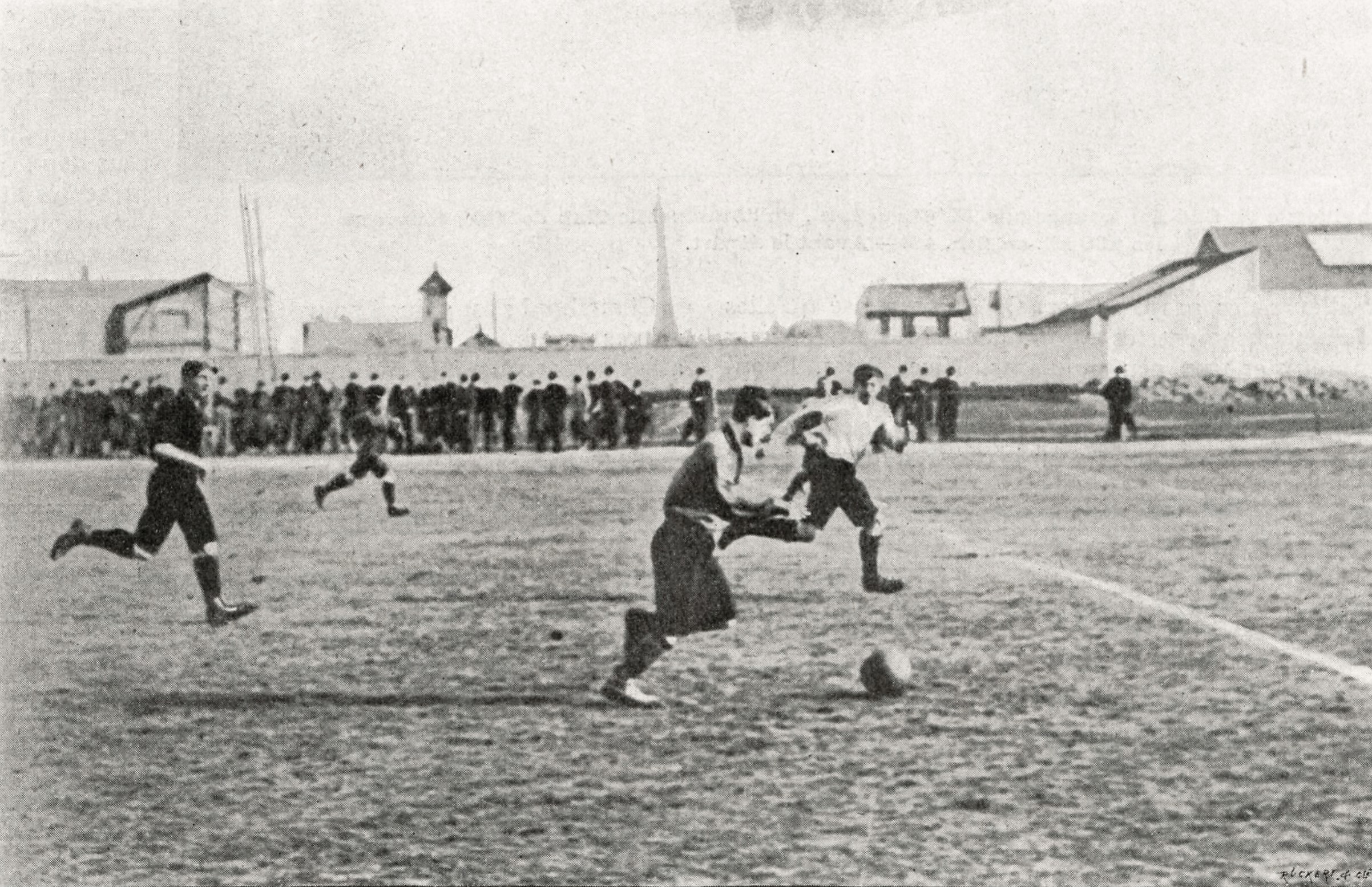
1901年の決勝戦の試合中

## RCルーベの支配 (1901-1908)
| シーズン | 優勝                               |
| -------- | ---------------------------------- |
| 1902     | RCルーベ (1/5)                     |
| 1903     | RCルーベ (2/5)                     |
| 1904     | RCルーベ (3/5)                     |
| 1905     | ガリア・クラブ (1/1)               |
| 1906     | RCルーベ (4/5)                     |
| 1907     | ラシン・クラブ・ド・フランス (1/1) |
| 1908     | RCルーベ (5/5)                     |

時代は20世紀に入ったが、この世紀の変わり目はフランスの地方におけるサッカークラブの急増の時期であった。これに応じてフランス選手権出場枠も増加し、1902年には4クラブ、1903年には9クラブ、1905年には13クラブ、1908年には18クラブになった。シーズンの大半は地方選手権に費やされ、そして最後に全国選手権がトーナメント式で行われた。しかしフランス全国でサッカークラブが増加していたにもかかわらず、ノール県のクラブのタイトル独占が続いた。1902年の決勝はパリのラシン・クラブ・ド・フランス対ルーベのRCルーベの対戦となり、3-3の同点のままゴールデンゴール方式・20分間の延長戦に入った。延長13分にルーベのピーコック (Peacook)が得点し、2時間30分の試合に決着をつけルーベーが初優勝した。翌年も同じ対戦となったが、今度はルーベが3-1で勝って連覇した。1904年はルーベがパリのユナイテッド・スポーツクラブを4-2で下して3連覇した。選手権創設からまもなく10年になろうというこの時期、覇権は完全にノール県に移った。

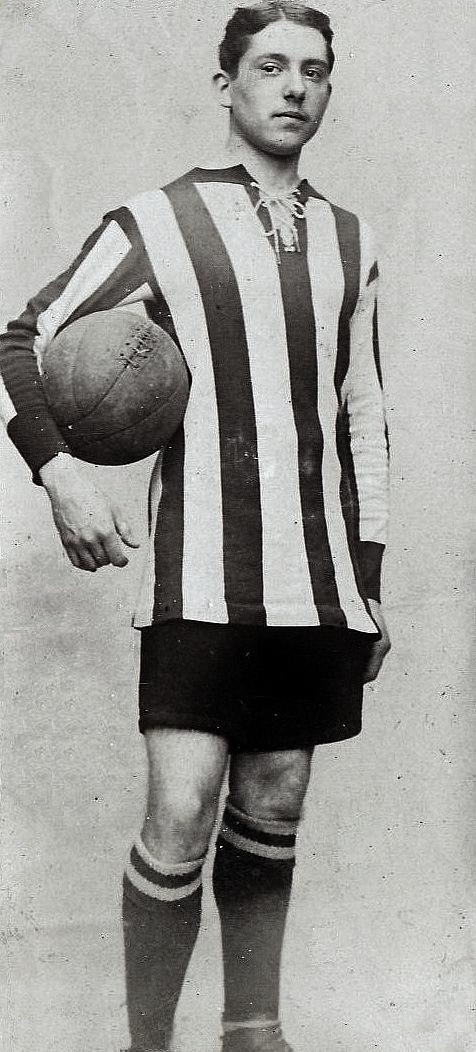
RCルーベで5回優勝したエミール・サルトリウス

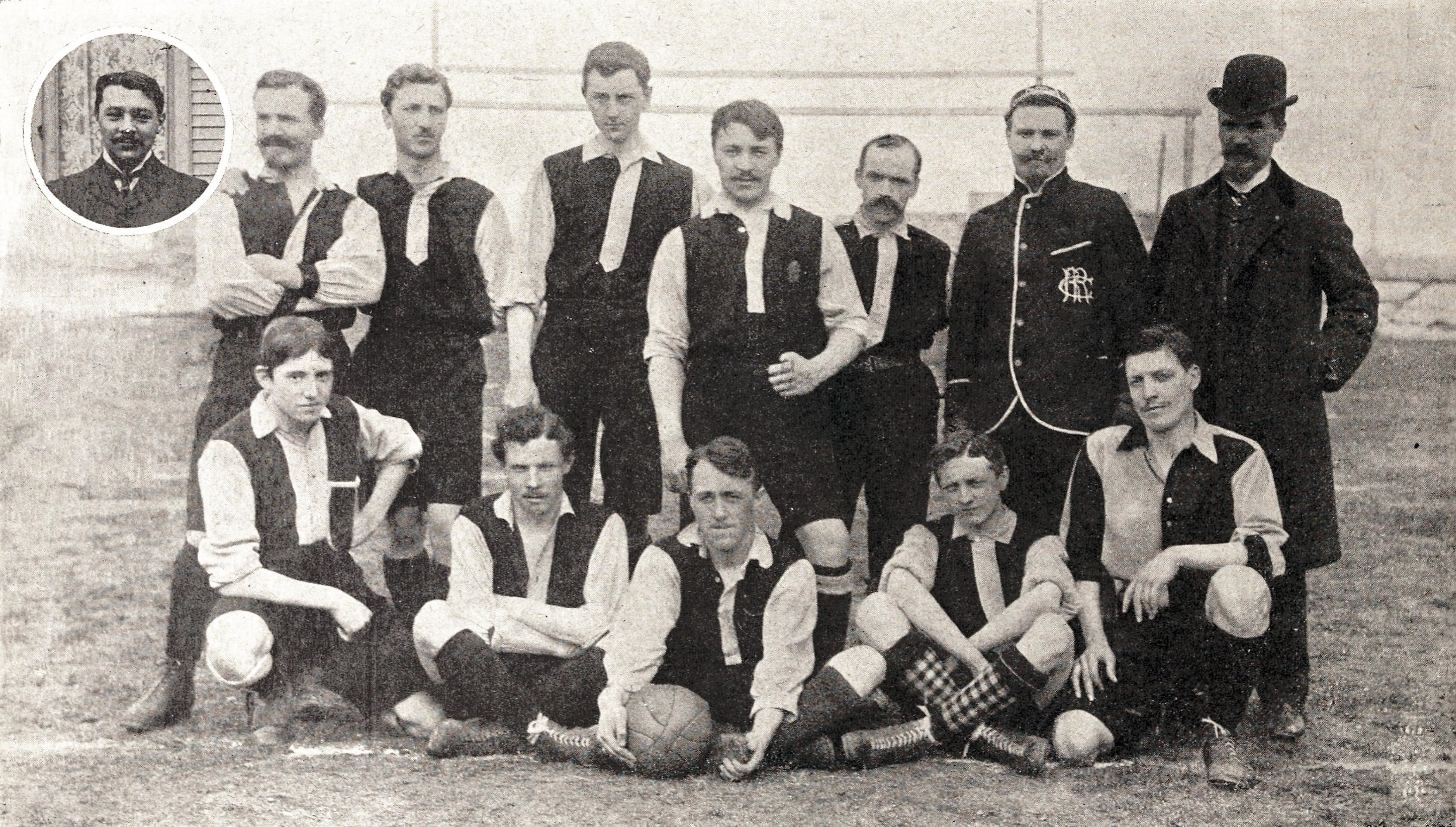
1902に優勝したRCルーベ

パリのガリア・クラブは1905年度に1-0で圧倒的劣勢ながらもルーベを下し、タイトルをパリに取り戻した。この時の決勝も30分ハーフの延長戦による合計2時間30分の長丁場となった。この試合に感銘を受けたUSFSA副会長のアンドレ・ビリーは、パリ代表とノール県代表の試合を年1回開催しようと思い立った。1906年1月7日に組まれた試合はノール県代表が3-0で勝利し、これにより同地からも代表チームに選手が召集されるようになった。四か月後、RCルーベもまた選手権決勝でパリのCAPシャラントンを4-1で下し、4回目の優勝を決めた。

1907年の決勝では、RCルーベとラシン・クラブ・ド・フランスの3度目の頂上対決となり、ラシンが3-2で勝ってサッカー部門初の全国優勝を成し遂げたが、これは最初で最後だった。翌1908年もまた同じ顔合わせとなったが、今度はルーベが2-1で勝って5回目の優勝を決め、スタンダードの記録に並んだ。だが皮肉なことに、これがルーベの最後の栄光ともなった。その後もノール県は一大勢力であり続けるものの、その中にルーベは生き残れなかった。

## 北フランスと南フランスの優勢 (1909-1914)
| シーズン | 優勝                             |
| -------- | -------------------------------- |
| 1909     | スタッド・エルヴェティーク (1/3) |
| 1910     | USトゥルケノワーズ (1/1)         |
| 1911     | スタッド・エルヴェティーク (2/3) |
| 1912     | スタッド・ラファエロワ (1/1)     |
| 1913     | スタッド・エルヴェティーク (3/3) |
| 1914     | オランピーク・リロワ (1/1)       |

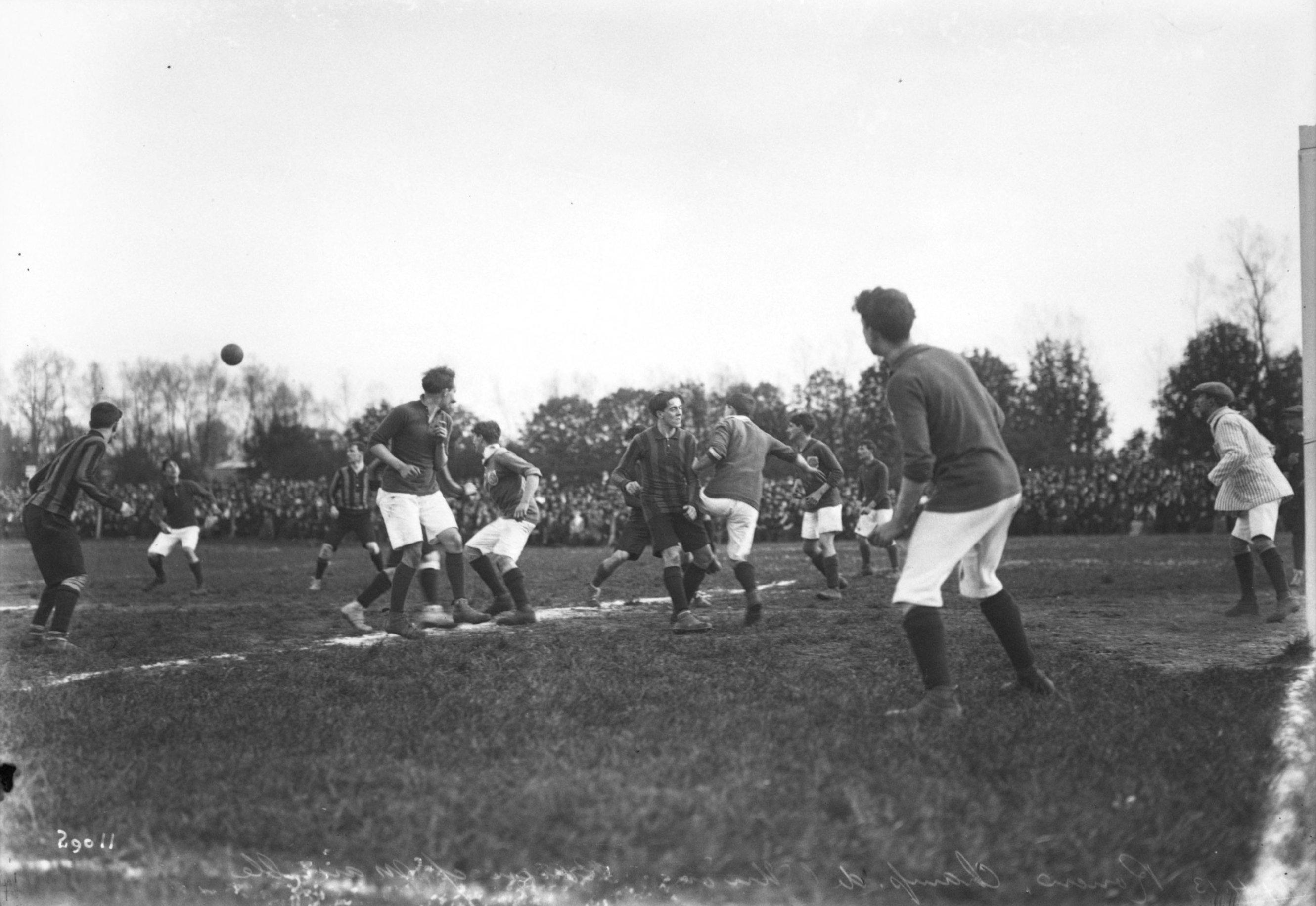
1913年の決勝、FCルーアン1899対スタッド・エルヴェティーク

ここまでUSFSAフランスサッカー選手権を制覇したのはパリ、ノール県、ノルマンディーのクラブだけだった。1910年代に入るとここに地中海岸のクラブが割って入る。マルセイユのスイス人コミュニティーが作ったクラブであるスタッド・エルヴェティークは1909年、1911年、1913年と3回優勝した。1909年の決勝では、エルヴェティークは準々決勝と準決勝を不戦勝で勝ち抜いてきたパリのCAPシャラントンと対戦。シャラントンは当時6人ものフランス代表選手を有し2度目の決勝進出を果たしたが、エルヴェティークが3－2で勝って南仏に初めてフランスサッカー王座を持ち帰った。だがスイス人クラブの優勝はレイシズム的論調を持つメディアには嫌われ、日刊新聞ル・プティ・パリジャンは「外国人クラブがフランス選手権で優勝するのはおかしい」、ラ・ヴィ・オ・グランデール誌はさらに辛辣で「おかしなジョークだ。フランス王者のイレブンがスイス人とは。スイス人はドイツ人の同義語だ」などと書き立てた。保守系の日刊新聞ル・マタンは「フランス生まれの人間が手に入れるべきタイトルを外国人に奪い取られるなど、ショッキングだ」と評したが、しかし同時にフランス人より優秀な外国人プレイヤーが来ることは、フランスのスポーツを発展させるのに有益だとも書いている。

その2年後にマルセイユのスイス人クラブは、今度は決勝でラシン・クラブ・ド・フランスを3－2で破り2度目の優勝を決めた。この決勝戦はマルセイユ開催であり、つまり南仏で初めて開催された。この2度目の優勝の時にエルヴェティークは10人のスイス人と1人のフランス人で戦ったが、ラ・ヴィ・オ・グランデール誌は相変わらずの論調で「イタリアサッカー連盟を見習って、自国人選手が大部分を占めるチーム以外は出場禁止にすべき」と、エルヴェティークの選手構成を批判し続けた。また実質アウェイで決勝を戦ったラシンが、試合会場のゴールマウスのポストとクロスバーが規定に沿って組み立てられていない、と抗議したことはもうひとつ注目を集めた。1913年決勝はFCルーアン1899が地元ルーアンのスタジアムに6000人の観衆を集めてエルヴェティークを迎え撃ったが、2人しかいないフランス人選手の1人ムーランが延長戦でゴールを決めた。この3度目の優勝の時、やはりスイス人が過半数以上を占めるメンバー構成だったが、メディアからの批判は大したものではなかった。

「スイス系マルセイエーズ」らの黄金期を断ち切ったのは、同じ南仏のサン＝ラファエルにホームタウンを持つスタッド・ラファエロワであった。ラファエロワは優勝歴のある強豪を2つ倒し、エルヴェティークも2試合連続で延長戦という激戦の末にUSトゥルケノワーズとASフランセーズを下して勝ち上がった。社会自由主義寄りの日刊新聞ルエステクレールは、ASフランセーズが7人のイギリス人と4人のフランス人と構成されていた事に対し「今大会のモラル大賞」と評した。

南仏のクラブが大きく台頭しても、やはりノール県の力は健在だった。1910年の決勝はパルク・デ・プランスで行われ、トゥールコワンのUSトゥルケノワーズが7ー2の大差でエルヴェティークを下して初優勝したが、熱狂した観衆が試合終了直前にピッチに乱入し、彼らを排除するまで試合が中断するというハプニングもあった。1914年、オランピーク・リロワが10人のフランス人と1人のベルギー人でもって決勝に臨み、セットのオランピーク・ドゥ・セットを3－0で破った。メディアはフランス人選手が大半を占める「フランセーズ」なチームの優勝を称え、ここ数年間は「過剰なスイス人、大量のイギリス人、少数のフランス人が勝ち続けてきた」と書き立てた。

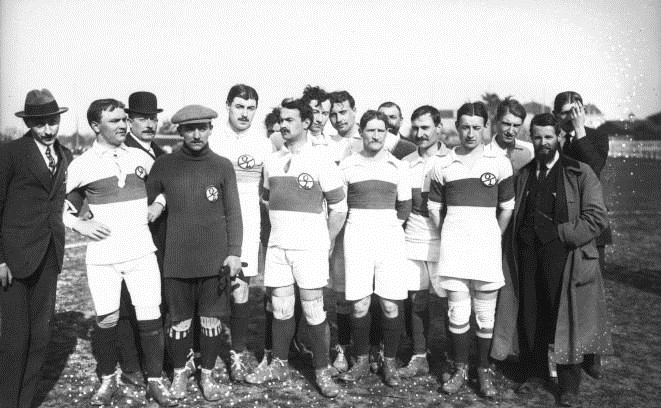
オランピーク・リロワはUSFSA選手権制覇後、CNIが開催した1914年のトロフェー・ドゥ・フランスでも優勝した。

## 第一次世界大戦から廃止まで (1914-1919)
| シーズン | 優勝                 |
| -------- | -------------------- |
| 1919     | ル・アーヴルAC (3/3) |

第一次世界大戦による選手権中断期、USFSAは「クープ・ナシヨナル」やクープ・デゼリエ (連合国カップの意)などのカップ戦を開催した。クープ・ナシヨナルはパリのクラブ限定の大会、クープ・デゼリエは他の地方のクラブも参加できた。だが軍事省が総力戦を宣言した1914年にはUSFSAの役員にも協力が求められ、このせいで活動可能なクラブの数はめっきり減ってしまった。

1915年のクープ・ナシヨナルは、クラブ数が少ないこともあってかリーグ戦形式となった。CAスポルツ・ジェネロー、レギオン・サン＝ミシェル、CAアンギャン、クラブ・フランセが出場し、スポルツ・ジェネローが優勝した。スポルツ・ジェネローは同年の第1回クープ・デゼリエも制覇したが、決勝の相手CAPシャラントンはUSFSAを一時脱退していたジュール・リメが、1910年に作った新興の統括組織リーグ・ドゥ・フットボール・アソシアシヨンに加盟していた。

スポルツ・ジェネローはさらに大戦下のフランスサッカーを席巻し続ける。1916年、1917年にもUSFSAの二つのクープを完全制覇した。クープ・ナシヨナルは1916年からトーナメント形式となり、スポルツ・ジェネローは決勝でASフランセーズを破った。1916年クープ・デゼリエ決勝は、この時代のアマチュアサッカーの在り方を表していた。スポルツ・ジェネローとレッドスターFC93の決勝は延長にもつれ込んだが、レッドスターの選手はFAカップの規定では90分で決着がつかなかったときは再試合のはずだ、と言い残して弾薬工場での仕事に戻った。彼らも総力戦に動員されていたので延長戦を戦うヒマがなかったのである。こうしてスポルツ・ジェネローが相手の試合放棄で優勝した。1917年の決勝はちゃんと試合が成立し、FCリヨンは多くのチャンスを決めきれずにスポルツ・ジェネローが4－1で圧勝した。

1918年のクープ・ナシヨナル決勝は、ル・アーヴルACがリヨンのCSテローを3－2で破って久々にタイトルを獲得。なお準決勝でル・アーヴルに不戦敗したスタッド・レンヌは、USFSAが中立地を会場に選ばずル・アーヴルでの試合を命じたことを不服に思い棄権した。彼らは一か月後にジュール・リメのLFAに移籍し、それをきっかけにブルターニュのクラブが大挙してUSFSAからLFAに移った 。大戦後最初の、そして最後のUSFSAフランスサッカー選手権決勝はル・アーヴルがオランピック・ドゥ・マルセイユ
を4－1で下し3回目の優勝を決めた。マルセイユはクラブ創設の翌年にUSFSA地域選手権に加盟してから、圧倒的な強さで優勝し続けて毎年のようにフランス選手権の舞台に立ち続けたが、これが初めての決勝進出だった。

## 他のフランスサッカー統括組織との関係

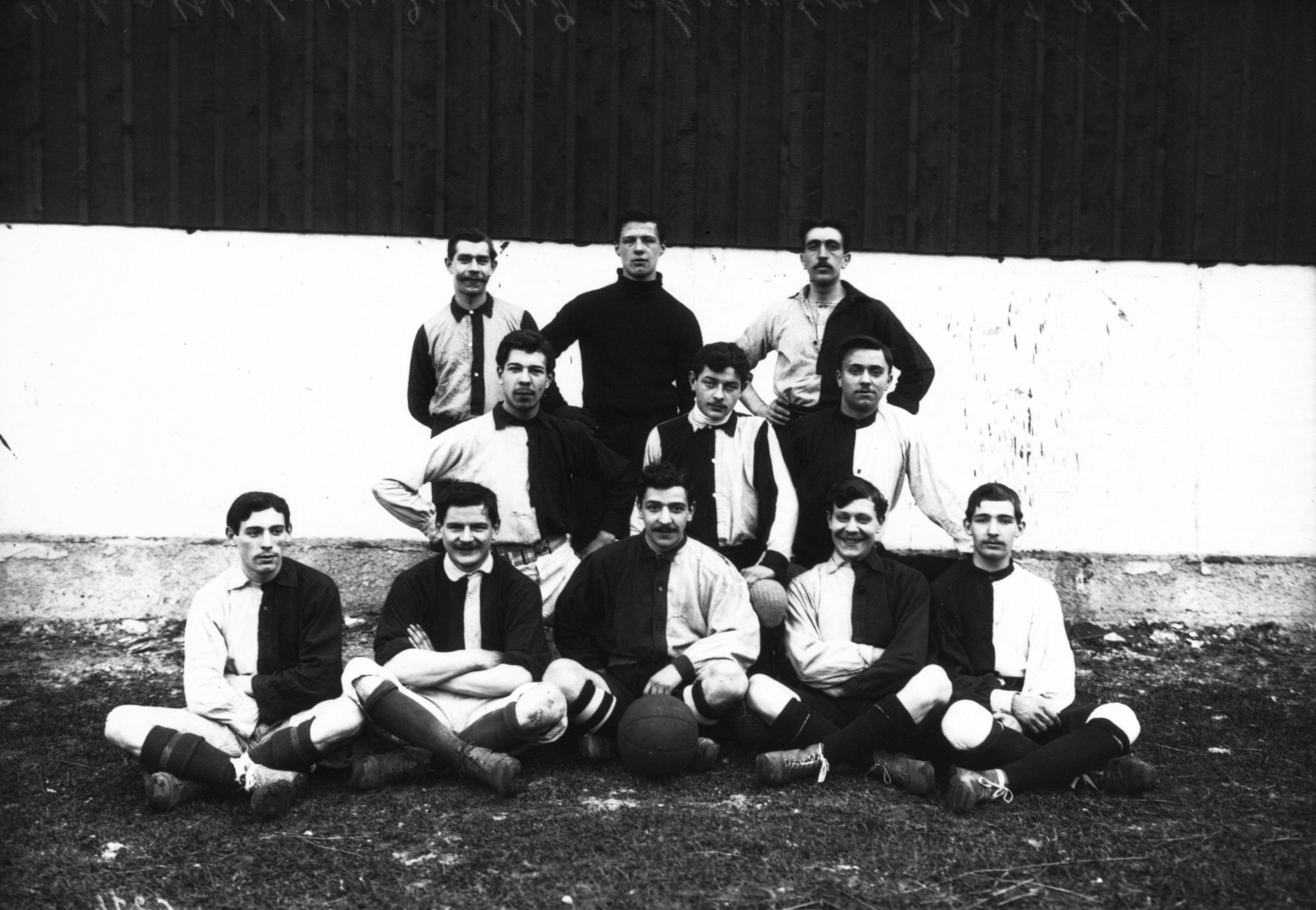
フランス初のプロリーグ・FSAPF選手権で優勝した1907年のCAスー

初期はイギリスのプロフェッショナリズムへの嫌悪感からサッカーを扱うことに慎重だったUSFSAだが、彼らは結果的にフランスで最初のサッカー統括組織となった。だが対抗勢力は19世紀中に早くも現れた。この時期にフランスサッカーの普及に貢献したのは、意外なことに自転車競技の「フランス自転車連合」に属するサッカークラブだった。彼らは「フランスアマチュア自転車連盟」のプロフェッショナリズム厳禁の体質を嫌い、独立して自分たちの組織を立ち上げたのである。

1897年、つまりUSFSAフランスサッカー選手権の創設からわずか3年後、フランス競技団体連盟 (FSAF)がFSAFフランスサッカー選手権を立ち上げ、アマチュア規定違反でUSFSAを追い出されたクラブを受け入れた。そしてUSFSAへのアンチテーゼとしてサッカー選手のプロ待遇を容認したのである。1906年に両組織は協定を結び、USFSAはFSAFのプロフェッショナリズムを容認したので、FSAFは「フランス・プロフェッショナル競技団体連盟」 (FSAPF)と改名し、1905年にできた彼らのFSAPFフランスサッカー選手権は翌年からフランス初の完全なプロリーグとなった。その最初の決勝はメディアの興味を引き付けたが、第一次世界大戦が勃発した1914年シーズン以降、このプロリーグは二度と開催されなかった。急激なサラリーの高騰もさることながら、加盟クラブの激増により遠征費用が高くついたことも破綻の原因だった。

フランス自転車競技連盟 (FCAF)はその名称に反して、1902年ごろにはもう自転車競技そっちのけでサッカーにのめりこんでおり、USFSAのサッカー統括権を侵食し、やがては自分たちが独占することをもくろんでいた。彼らも1904年から1914年まで独自のFCAFフランスサッカー選手権を開催していた。

自転車系団体の次にUSFSAを脅かしたのはパトロンの存在だった。彼らはスポーツの世界でははじめに体操を支援したが、やがてサッカーの世界にも進出してきた。カトリック系のメセナ団体「パロワス・サン＝オノレ＝デロー」は1898年にスポーツクラブ、エトワール・デ・ドゥ・ラックを創設。ポール・ミショーは「フランス体操・スポーツ後援連盟」 (FGSPF)を作り、1901年にはこの連盟がさらにFGSPFフランスサッカー選手権を立ち上げる。カトリック系サッカーチームが大挙してFGSPFの大会に参加し、1906年にはその数は64チームに上り、USFSAの支配力に迫っていた。だがこうした統括組織乱立にもかかわらずUSFSAは1906年にセーヌ県で40の加盟クラブを抱え、それに対しFGSPFは25クラブ、FSAFは10クラブ、FCAFは6クラブだった。

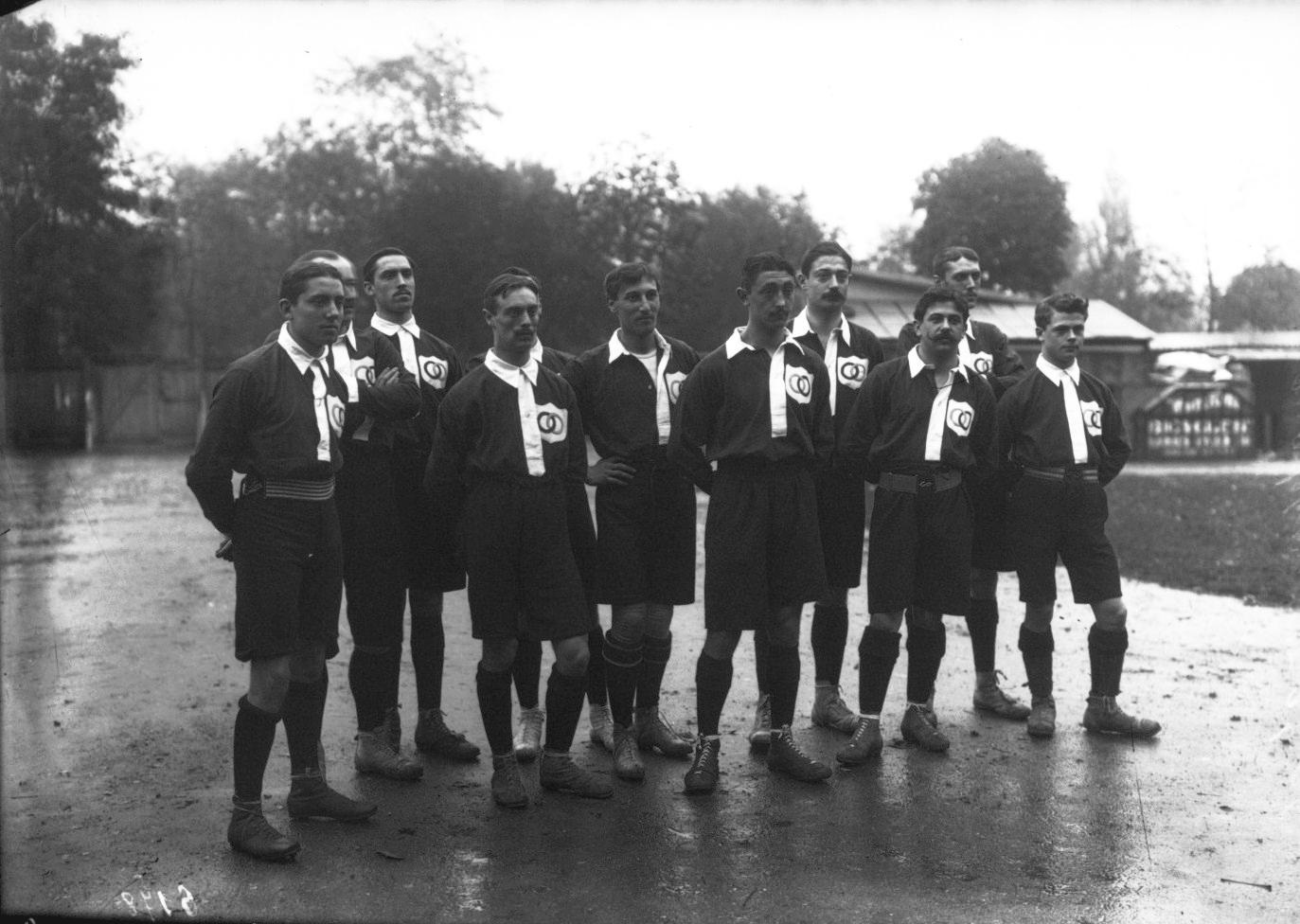
1906年のUSFSAによるフランス代表。この2年後に代表チーム組織県がCNIに移った。

1906年、各連盟あわせてサッカー競技人口は1万人を超えていた。1905年に政教分離法が施行されると、USFSAとFGSPFの関係が悪化する。同時期にエトワール・デ・ドゥ・ラックとガリア・クラブが加盟組織の枠を超えた親善試合を行ったのだが、しかしUSFSAは「政治的かつ宗教的な要素を排除する」ことを目的に、FGSPF加盟クラブとの対戦を禁止した。1907年にフランス代表はイギリスのクラブチーム「ノースロンドン・アマチュアFC」に勝利し、イギリス人チームに珍しく勝利を記録するのだが、実はこのフランス代表はUSFSAとはパラレルに組織された、FGSPFによる「別のフランス代表」だった。フランス代表を名乗るチームがパラレルに複数存在するほどに、両者の対立は深刻だったわけである。パトロンの台頭は、のちにUSFSAに最大の困難をもたらす政敵シャルル・シモンを勢いづかせた。

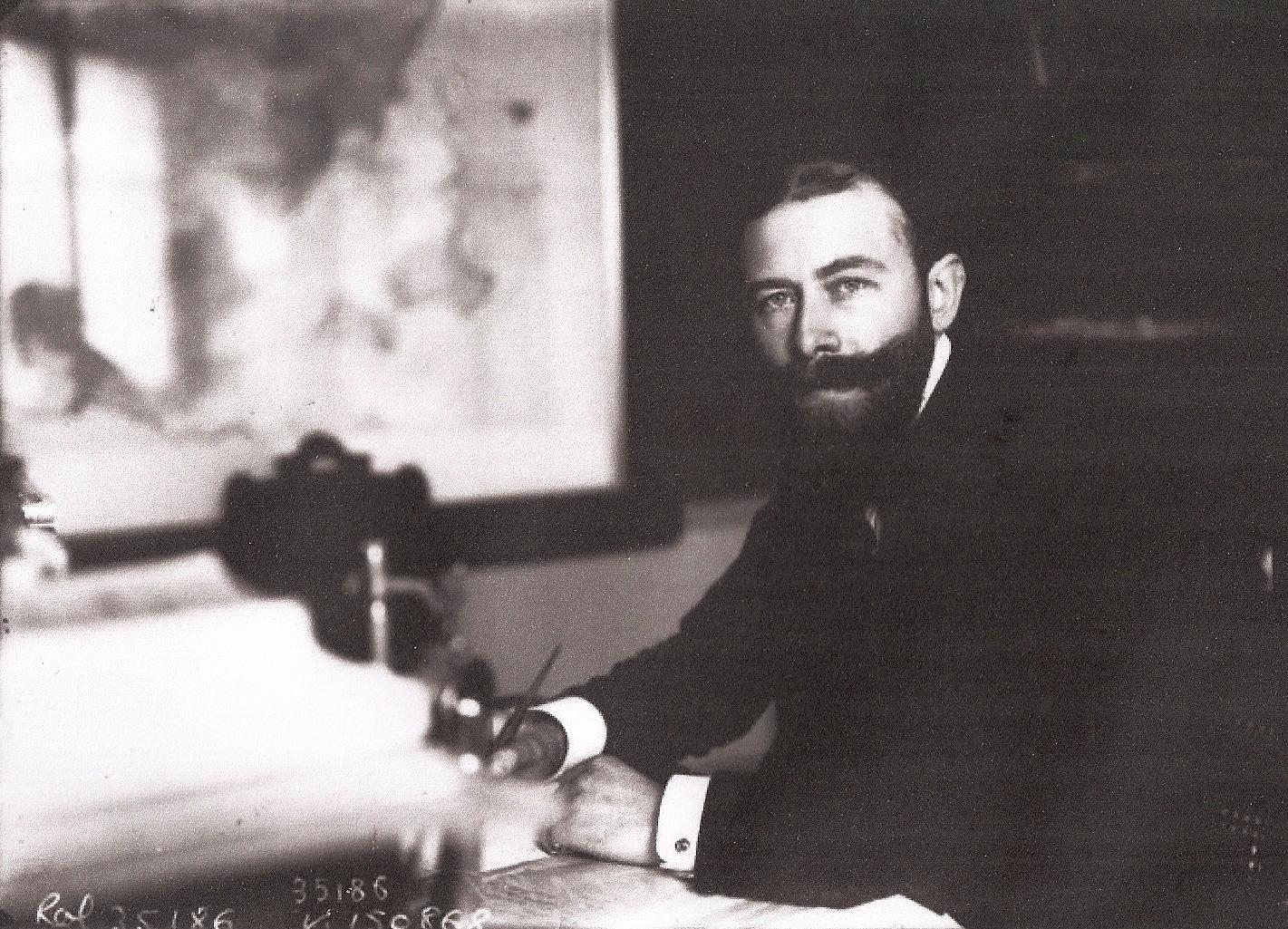
シャルル・シモンはUSFSAの敵対組織として1907年にCFIを作った。

シャルル・シモンはサッカー界内外の5つの団体を再編して、1907年に「フランス連盟間委員会] (CFI)と「トロフェー・ドゥ・フランス」を創設した。シャルル・シモンの特徴は一貫して「反USFSA」であり、明らかにUSFSAを潰しに動いていた。これまで名前が挙がったほとんどの統括組織に対してトロフェー・ドゥ・フランスは門戸を開いており、だから名前が「連盟間委員会」なのだが、しかし唯一USFSAのクラブだけは排除されてしまった。USFSAはFIFAにおいても1907年から1908年にかけて自滅的行動をとり、折しもイングランドのアマチュアFAが加盟交渉を絶ったことから、アマチュアリズム至上主義であるUSFSAはこの国際組織におけるフランス代表権を辞退してしまう。シモンはこれを利用し1909年にCFIは後継組織に立候補、そして1910年に正式にFIFAのメンバーシップを獲得した。これによりCFIはフランス代表を組織したりクラブの国際試合を許可する権限も得たのである。USFSAに属するパリのクラブチームにとって外国クラブとの対戦は大きな入場料収入になっていたから、これは経営的に大ダメージだった。レッドスターFC93、CAPシャラントン、USシュイッス、パリ・スターなどはリーグ・ドゥ・フットボール・アソシアシヨン (LFA)を創設した。LFAは1911年からLFAフランスサッカー選手権を開催、CNIにも接近し反USFSA陣営を形成した。LFA選手権は1911年には36クラブが参加する規模となり、疎外状態に耐えられなくなったUSFSAは1913年、CNIに頭を下げてトロフェー・ドゥ・フランスに参加させてくれるよう頼んだ。

## 他のフランスサッカー連盟との交流
前述のとおり20世紀初頭のフランスサッカー統括権をめぐる争いは熾烈で、「最上位カテゴリー」を名乗る大会は複数乱立していた。だがCNIが連盟間のつなぎ役として主導権を握ったことで、異なる連盟に属するクラブが対戦する機会も増加し、USFSAフランスサッカー選手権の王者は1913年度からCNIのトロフェー・ドゥ・フランスに出場するようになった。その初年度には当該シーズンのUSFSA王者スタッド・エルヴェティークが辞退してしまい、準優勝のFCルーアンが出場。FCAF選手権王者であるメドックのヴィ・オ・グランデール・ドゥ・メドックに準決勝で敗れた。しかし1914年度USFSA王者のオランピーク・リロワは、準決勝でLAF選手権王者であるルヴァロワ＝ペレのFECルヴァロワを下し、決勝でVGAメドックを破り、USFSA所属クラブで唯一のトロフェー・ドゥ・フランス優勝記録を残した。なお、USFSAのクラブが国際大会に出場した記録は全く残っていない。

## 選手

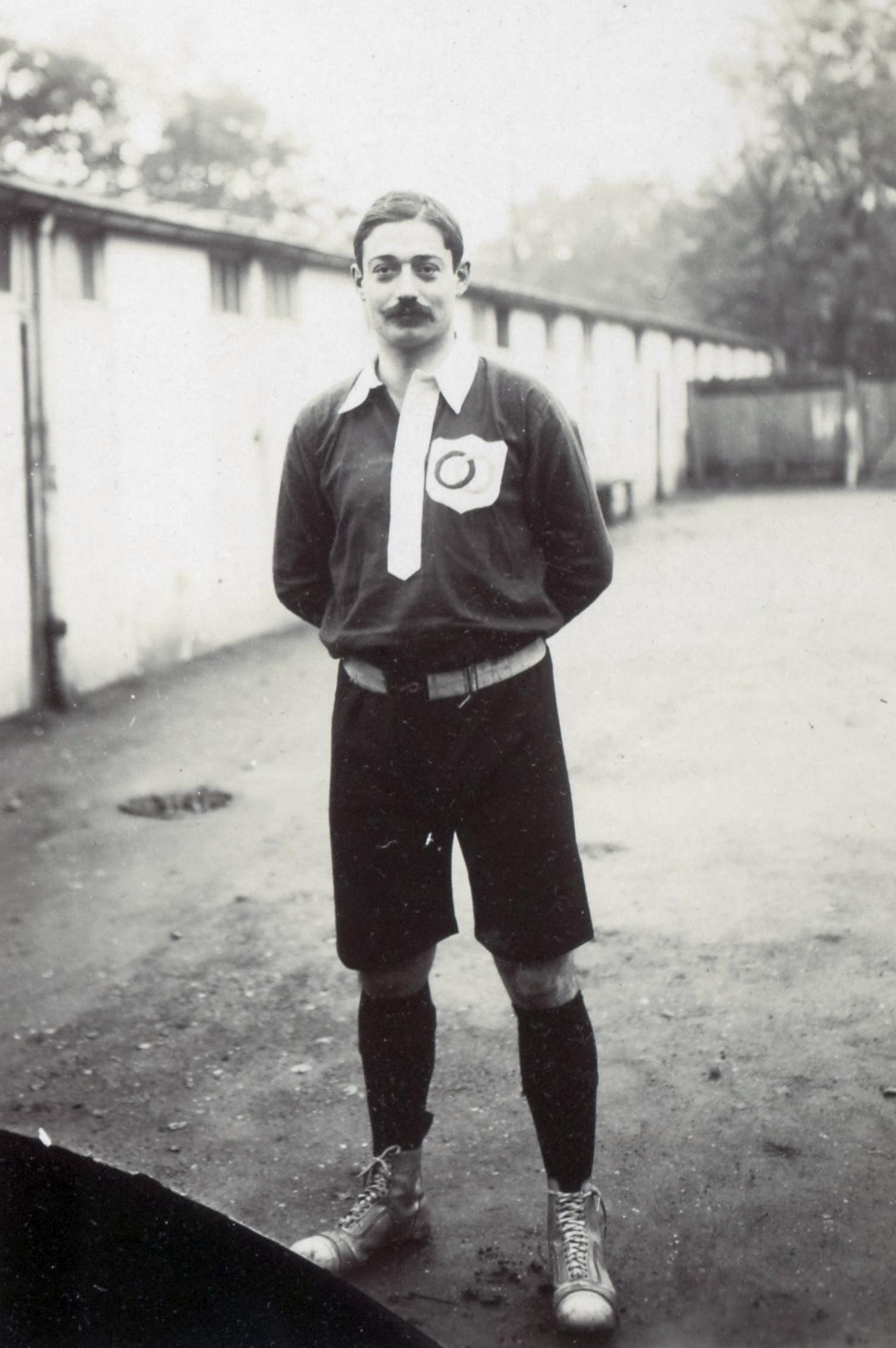
フランス代表のピエール・アレマーヌは1900年にクラブ・フランセで準優勝、1907年にラシン・クラブ・ド・フランスで優勝した。

1901年までのUSFSAフランスサッカー選手権のファイナリストのうち、クラブ・フランセ以外の3クラブはイギリス人選手主体のチーム構成であった。スタンダードACが第1回大会に優勝した時にはフランス人選手が一人だけで、1901年の優勝時にもウィリアム・アットリルというフランス人選手が一人いただけである。ホワイト・ローヴァーズも同様だったが、そのうちのひとりジャック・ウッドは1900年パリオリンピックのサッカー競技にフランス代表として出場し、レフェリーの経験もあり、ローヴァーズが出た3回の決勝に出場しているル・アーヴルの優勝に2回貢献したチャールズ・ウィルケスものちにフランス代表に選出されたが、もちろん彼らが試合に出た時のフランス代表戦は国際Aマッチに認定されていない。

ジョルジュ・ガルニエ、ピエール・アレマーヌ、ウジェーヌ・フレッス、リュシアン・ユトー、フェルナン・カネルの5人はオリンピック銀メダルとフランス選手権優勝の実績を併せ持つ、第一次大戦前のフランストップレベルの選手たちであった。

クラブ・フランセとラシン・クラブ・ド・フランスは自国籍の選手のみで構成されたので、1900年パリ五輪の代表にも選手を送り出している。GKのリュシアン・ユトーは優勝したシーズンに弱冠17歳で正GKを務めており、わずか2失点しか喫していない。FWジョルジュ・ガルニエはフランス代表の最初の国際Aマッチにも出ている選手である。ウジェーヌ・フレッスは1896年の決勝では弱冠16歳だった。フェルナン・カネルとピエール・アレマーヌは1900年に準優勝、1907年に優勝し、フランス代表に選出された。

RCルーベーは1902年から1908年まですべての決勝に出場し5回優勝したが、その間ほとんどメンバーは変わっていない。イギリス人FWジョージ・スコットは仕事の都合でルーベに暮らしていたが、彼は全ての決勝に出ている。GKアンドレ・ルノーは4回優勝、兄のシャルル・ルノーは3回優勝した。FWエミール・サルトリウスは1903年以外の決勝にすべて出場し、つまり4回優勝した。FWアンドレ・フランソワとアルベール・ジェニコは3回優勝。デュブリー家の兄弟は全員がスポーツマンであり、アルベール・デュブリーとジャン・デュブリーを含む5人が決勝進出経験があり、ジュール・デュブリーはUSトゥルケノワーズでも優勝経験がある。末っ子のレイモン・デュブリーは1911年に入団したので、決勝に出たことがない。

イギリス人選手全盛の時代が終わり、1909年からスイス人移民のクラブであるスタッド・エルヴェティークが3回優勝した。オイゲン・ヒッペンマイヤー、ハッテンシュヴァイラー、レネ・シャイベンシュトックは2回優勝した。レネの兄弟アンドレアス・シャイベンシュトックとアンリ・シャイベンシュトックも1回ずつ優勝経験があり、末っ子のシャルリー・シャイベンシュトックは1919年にオランピック・ドゥ・マルセイユで準優勝した。チャンピオンチームが兄弟で構成されていた例はまだあり、スタッド・ラファエロワにはヴィクトル・サルジャンら3人兄弟とイギリス人のウォレス兄弟がいたが、ヴィクトルは1907年にラシン・クラブ・ド・フランスの選手としても優勝している。

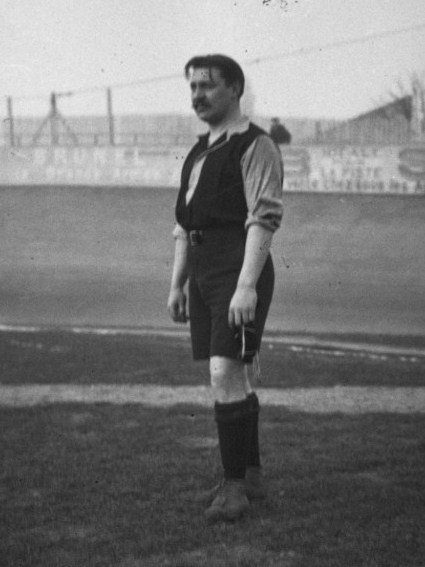
RCルーベーで4回優勝したレオン・デュブリー

また、選手だけでなくサッカーの普及に働いたチャンピオンもいた。1905年にガリア・クラブで優勝したジョルジュ・バイルーはFCセト34のクラブ役員となり、1932年にディヴィジオン・ナシヨナルの運営に携わったほか、1953年までリーグ・ドゥ・フットボール・プロフェッシオネル会長も務めていた。USトゥルケノワーズの優勝メンバーであるガブリエル・アノとガストン・バローは1940年代後半にフランス代表のセレクターであったが、とりわけアノの世界的に有名な功績は、ル・ミロワール・デ・スポーツとレキップ紙の記者時代に、UEFAチャンピオンズカップやバロンドールの創設を提唱したことであろう。

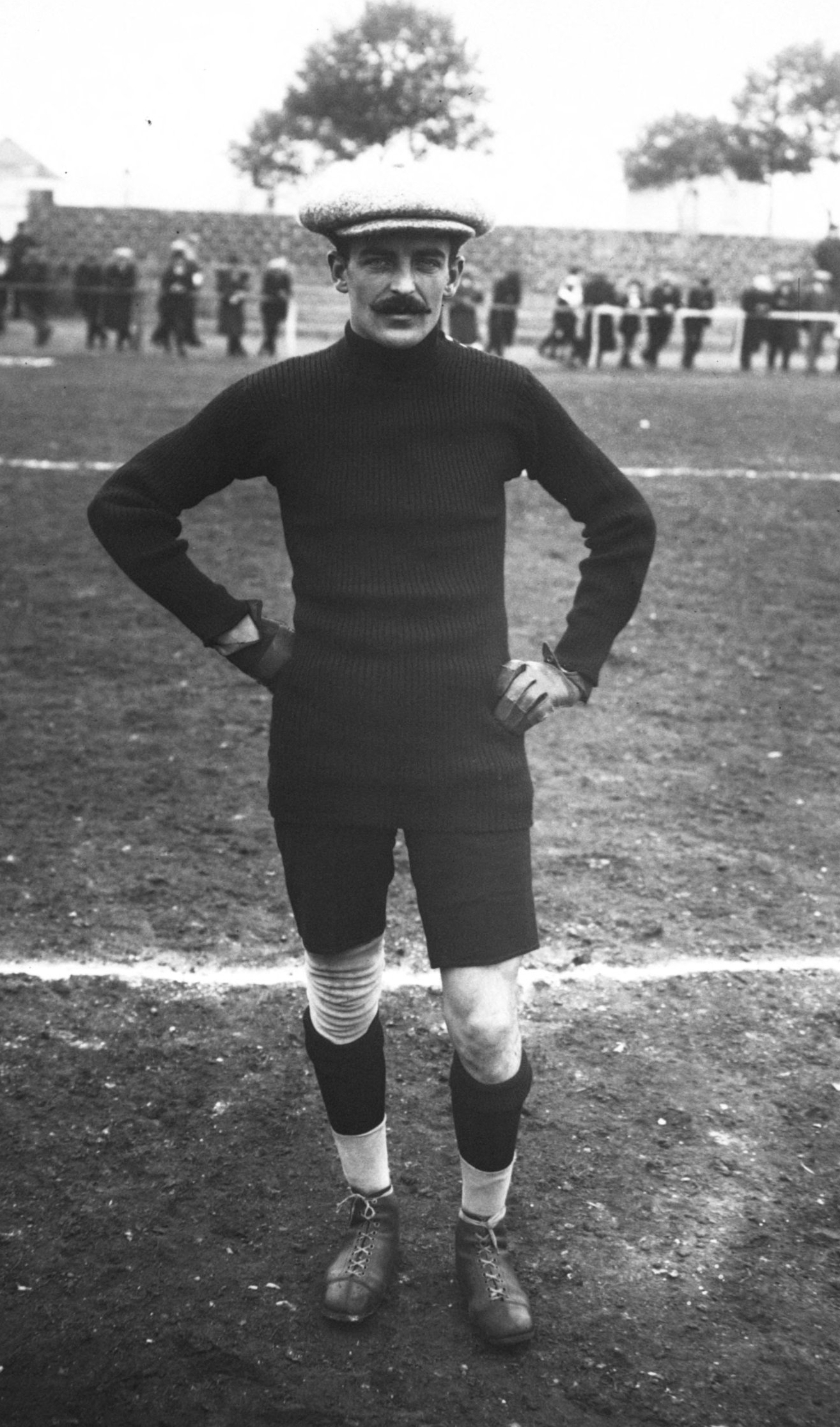
1909年にスタッド・エルヴェティークで優勝したGKアンドレアス・シャイベンストック

CNIがフランス代表を統括するようになる前には、USFSA選手権で活躍するのがフランス代表になるための最も確実なアピールだった。ところがCNIが代表チームを運営するようになると、1908年から1913年までUSFSAのクラブの選手は代表から姿を消す。1919年に選手権が廃止されるまで、歴代王者から合計30人のフランス代表選手が生まれた。うち、ノール県のクラブでプレーしていた選手が半数以上の19人を占める。最多キャップ数を記録したのはジャン・デュクレ (20)、次いでガブリエル・アノ (12)。それ以外の選手は全て一桁である。ベルギー代表に選ばれたオランピーク・リロワのアルフォンス・シスは、代表9試合出場8ゴールをマークした。スイス人とイングランド人はUSFSA選手権の大勢力だったが、母国の代表に選ばれたプレイヤーはいない。

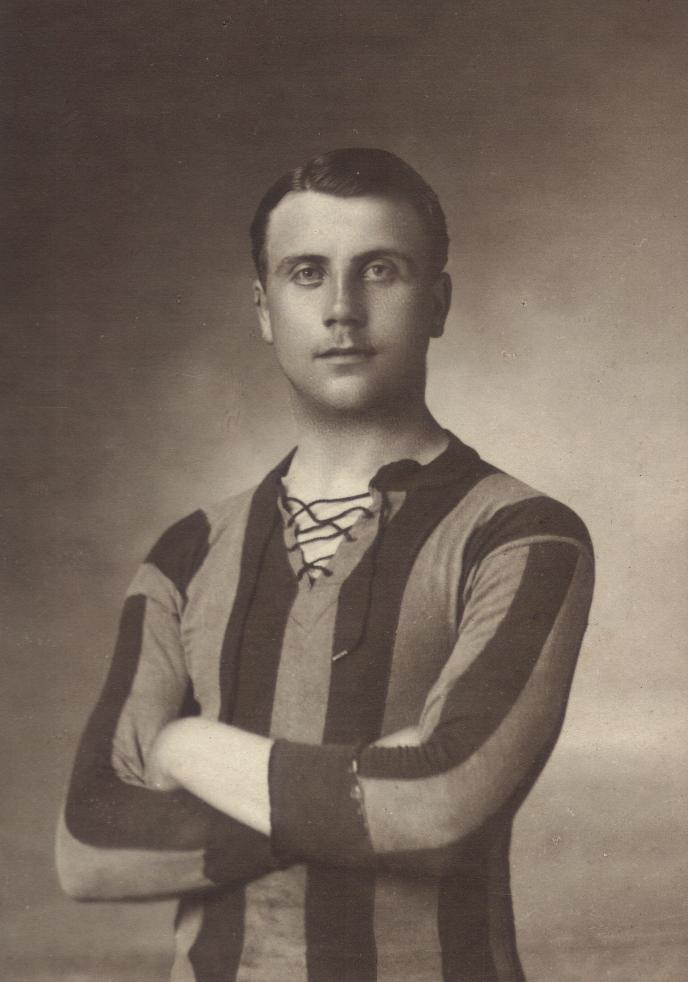
1914年にオランピーク・リロワで優勝したベルギー代表アルフォンス・シス

| 選手                           | クラブ                                            | 代表 |
| ------------------------------ | ------------------------------------------------- | ---- |
| ベルギーの旗                   |                                                   |      |
| アルフォンス・シス             | オランピーク・リロワ                              | 9    |
| フランスの旗                   |                                                   |      |
| ジャン・ドュクレ               | オランピーク・リロワ                              | 20   |
| ガブリエル・アノ               | USトゥルケノワーズ                                | 12   |
| アンリ・モワニュ               | USトゥルケノワーズ                                | 8    |
| マルセル・ヴァンコ             | スタッド・エルヴェティーク                        | 8    |
| ピエール・アレマーヌ           | ラシン・クラブ・ド・フランス                      | 7    |
| ロベール・アカール             | ル・アーヴル                                      | 6    |
| アンドレ・フランソワ           | RCルーベ                                          | 6    |
| アドリアン・フィレ             | USトゥルケノワーズ                                | 5    |
| アルベール・パルシ             | USトゥルケノワーズ                                | 5    |
| エミール・サルトリウス         | RCルーベ                                          | 5    |
| ヴィクトル・サルジャン         | ラシン・クラブ・ド・フランス サン＝ラファエルロワ | 5    |
| アルベール・レニエ             | ル・アーヴル                                      | 4    |
| チャールズ・ウィルケス         | ル・アーヴル                                      | 4    |
| ポール・シャンデリエ           | オランピーク・リロワ                              | 3    |
| ジョルジュ・ガルニエ           | クラブ・フランセ                                  | 3    |
| アルベール・ジェニコ           | RCルーベ                                          | 3    |
| シャルル・モンターニュ         | オランピーク・リロワ                              | 3    |
| ジャン・ドゥグーヴ             | オランピーク・リロワ                              | 2    |
| アルベール・エロイ             | オランピーク・リロワ                              | 2    |
| モーリス・グラヴリーネ         | オランピーク・リロワ                              | 2    |
| モーリス・ヴァンダンドリーシェ | RCルーベ                                          | 2    |
| ヴィクトル・ドゥニ             | USトゥルケノワーズ                                | 1    |
| ジャン・デュブリー             | RCルーベ                                          | 1    |
| ジュール・デュブリー           | USトゥルケノワーズ                                | 1    |
| レネ・フェヌーイェル           | ラシン・クラブ・ド・フランス                      | 1    |
| レイモン・フレモン             | ル・アーヴル                                      | 1    |
| アルベール・ジューヴ           | ガリア・クラブ                                    | 1    |
| アンドレ・プゲ                 | ラシン・クラブ・ド・フランス                      | 1    |
| アンドレ・ルノー               | RCルーベ                                          | 1    |
| シャルル・ルノー               | RCルーベ                                          | 1    |

## 統括スタッフ
一貫してアマチュアだったUSFSA選手権だけに、当時はサッカーの統括・運営だけに専念するスタッフはおらず、それどころか総合スポーツクラブで実務経験を持つ選手が統括組織のスタッフを務めることも多かった。USFSAの本部がパリだったので、パリのクラブチームの選手がしばしば「出向」した。もちろんスタンダードACやホワイト・ローヴァーズFCを創設したイギリス人達もサッカーの統括には重要な人材だった。1894年から1910年までUSFSAのサッカー委員会は83人のスタッフで運営されており、うち29人がイギリス人、53人がベルギー人もしくはフランス人であった。ジャック・ウッドやウィリアム・アットリルなど、最初期の選手権で活躍した有力選手も統括スタッフを兼任していた。USFSAの晩年にラシン・クラブ・ド・フランスのアルフレッド・アドリアンが着任した時には、人材不足からか断れない状況だったという。前述のとおりイギリス人がフランスサッカーの初期の運営にもたらした影響は計り知れないものがあり、1896年に初めてフランスでリーグ戦形式が実施された際には、スタンダードACの選手とUSFSAのスタッフを兼ねていたイギリス人ネヴィル・タンマーが、母国のFAフットボールリーグを参考に提唱したことがきっかけだった。

## クラブごとの出場回数
| クラブ                           | 出場回数 | クラブ                   | 出場回数 | クラブ                 | 出場回数 | クラブ                 | 出場回数 |
| -------------------------------- | -------- | ------------------------ | -------- | ---------------------- | -------- | ---------------------- | -------- |
| スタンダードAC                   | 13       | ユニオン・アトレティーク | 4        | CAスポルツ・ジェネロー | 2        | CAカトルジエーム       | 1        |
| クラブ・フランセ                 | 12       | ユナイテッドSC           | 4        | メトロポリタン・クラブ | 2        | CAディオニシアン       | 1        |
| パリ・スター                     | 6        | ホワイト・ローヴァーズFC | 4        | CAPシャラントン        | 2        | CAフランセ             | 1        |
| サークル・ペデストル・ダニエール | 5        | ガリア・クラブ           | 3        | レッドスターFC93       | 2        | FECルヴァロワ          | 1        |
| ラシン・クラブ・ド・フランス     | 5        | ASアンタルナシヨナール   | 2        | SAモントルージュ       | 2        | スタッド・フランセ     | 1        |
| USパリジェンヌ                   | 5        | CAパリ                   | 2        | UAサン＝マンデ         | 2        | スタッド・ドゥ・ヌイイ | 1        |

## クラブごとの優勝回数
| 順位 | クラブ                       | 地域                   | タイトル | 優勝年度                     |
| ---- | ---------------------------- | ---------------------- | -------- | ---------------------------- |
| 1    | スタンダードAC               | パリ                   | 5        | 1894, 1895, 1897, 1898, 1901 |
| 1    | RCルーベ                     | ノール県               | 5        | 1902, 1903, 1904, 1906, 1908 |
| 3    | ル・アーヴルAC               | オート＝ノルマンディー | 3        | 1899, 1900, 1919             |
| 3    | スタッド・エルヴェティーク   | リトラル               | 3        | 1909, 1911, 1913             |
| 5    | ガリア・クラブ               | パリ                   | 1        | 1905                         |
| 5    | クラブ・フランセ             | パリ                   | 1        | 1896                         |
| 5    | ラシン・クラブ・ド・フランス | パリ                   | 1        | 1907                         |
| 5    | オランピーク・リロワ         | ノール県               | 1        | 1914                         |
| 5    | スタッド・ラファエロワ       | コートダジュール       | 1        | 1912                         |
| 5    | USトゥルケノワーズ           | ノール県               | 1        | 1910                         |

| スタンダードAC | クラブ・フランセ | ル・アーヴルAC | RCルーベ | ガリア・クラブ | ラシン・クラブ | エルヴェティーク | USトゥールコアン | サン＝ラファエロワ | オランピーク・リロワ |

## 地方選手権
USFSAは最盛期にはフランス全土の26のブロックで地方選手権を行い、その優勝クラブをすべてフランス選手権に出場させた。その区分はパリ、ノール県、オート＝ノルマンディー、バス＝ノルマンディー、シャンパーニュ、ピカルディー、ブルターニュ、コートダルジャン、リットラル県、ピレネー、リヨン、ロレーヌ、アルデンヌ、シャラント、ブーシュ＝メーヌ、ラングドック、アルプ、アトランティック、トゥレーヌ、コート・バスク、バス＝ブルターニュ、リムーザン、ブルボネー、アルザス＝フランシュ＝コンテ＝ノール、アルマニャック、であった。

また当時植民地支配をしていたフランス領北アフリカでも、USFSAフランス領北アフリカサッカー選手権が1912年から1919年まで開催されていたが、その優勝クラブにフランス選手権出場資格は最後まで与えられなかった。またフランスサッカー連盟の観点から非公式記録となっている。USFSAの消滅後にFFFが統括権を掌握すると、フランス領北アフリカにはFFFの支部連盟北アフリカ・サッカーリーグ連合 (ULNAF)が創設され、USFSA北アフリカ選手権の後継大会「ULNAF北アフリカサッカー選手権」を開催したが、相変わらずフランス本土のサッカーリーグ構成やクープ・ドゥ・フランスと分断されていた。